# Ponce Pilate (film)
Cet article concerne le film sur le préfet de Judée. Pour le préfet de Judée, voir Ponce Pilate.
Pour plus de détails, voir Fiche technique et Distribution.
Ponce Pilate (Ponzio Pilato) est un film franco-italien réalisé par Gian Paolo Callegari et Irving Rapper, sorti en 1962.
Le film suit Ponce Pilate, le procurateur de Judée, qui revient à Rome pour se défendre devant ses accusateurs, Caligula, le nouvel empereur, et le Sénat tout entier. Pendant son procès, Ponce Pilate revoit les dernières années de sa vie, depuis son arrivée en terre palestinienne, jusqu'à l'exécution d'un prophète poursuivi par la haine des Pharisiens : Jésus de Nazareth.

## Synopsis
À Rome, en l’an 36 de l’ère chrétienne, sous le règne de Caligula, l’ancien haut fonctionnaire de l’Empire romain, Ponce Pilate (Jean Marais), tombé en disgrâce, est accusé durant son procès en présence de son César, de n’avoir pas su maintenir l’ordre dans la province de Judée en Palestine . À cette occasion, Pilate se remémore un autre procès plus dramatique auquel il participa : celui de Jésus de Nazareth.
Quelques années auparavant, nommé procurateur romain en Judée par l’empereur Tibère, Ponce Pilate arrive à Jérusalem au moment où les Juifs sont en pleine effervescence contre Rome. Barabbas, un chef de brigands, poussé par le riche marchand Aaron Ec Mézir (Roger Tréville), tente en vain de tuer Pilate, qui n’est que blessé. Aaron se cache, laissant entre les mains des Romains sa fille Sarah (Letícia Román ). À son tour, celle-ci veut poignarder Pilate, qui la désarme, mais il est séduit par sa grande beauté. Sarah obtient la grâce de son père. Claudia Procula (Jeanne Crain), nièce de Tibère et femme de Pilate, arrive avec ses deux enfants. Elle est blessée par le froid accueil de son mari …
Peu de temps après, le duel entre le procurateur et le Sanhédrin (la haute cour de justice juive) prend une ampleur considérable à propos de la construction d’un aqueduc. Ponce Pilate se considère totalement comme la figure du bien. Rome est bonne et il est du côté du peuple. Celui-ci est opprimé par les taxes juives pour le temple. Le Sanhédrin et, plus particulièrement, son grand-prêtre Caïphe (Basil Rathbone) se disent les représentants du peuple. Pourtant, aux yeux de Pilate, ils sont ceux qui l’oppriment le plus. Le procurateur veut y mettre fin en se montrant clément envers le peuple, le défendant à n’importe quel prix. Ainsi il fait retirer des hauteurs du temple les aigles, emblèmes de l’Empire romain, pour éviter à la population révoltée, une terrible répression. Si la vie de la population est mise en danger, c’est parce que l’arrogance du Sanhédrin la pose en victime. C’est alors que Jésus de Nazareth, qui se dit « roi des juifs », est arrêté pour incitation à la révolte du peuple ainsi que Barabbas lâché par Aaron. 
Pilate le libérateur est cependant tourmenté durant le procès de Jésus. Il a face à lui un autre « roi », mais rejeté par cette population. Malgré l’influence de son épouse reconquise, convertie à la religion chrétienne qui le supplie d’être indulgent envers Jésus et bien que ne le reconnaissant coupable d’aucun crime, Pilate ne veut pas se prononcer sur sa condamnation : « Du sang de cet homme je m’en lave les mains » et demande au peuple de choisir entre Jésus et Barabbas. Pilate se soumet au verdict populaire et livre Jésus aux juges juifs qui exigeaient sa mort pour blasphème et fanatisme.  Pilate le fait flageller et crucifier avec l’inscription : « Jésus de Nazareth roi des juifs ». C’est alors qu’apparaît une éclipse du soleil et qu’un terrible tremblement de terre provoque de nombreuses victimes dont Claudia écrasée sous une poutre qui meurt dans les bras de son époux. Non loin Pilate découvre le cadavre de son jeune fils Marcus dans les décombres.  
Profondément bouleversé par ces pertes, Pilate commence à croire en ce roi, au point de se retrouver comme lui face à l’empereur, une fois déchu. Reconnaissant pour seul juge que celui qui n’est pas de ce monde mais celui qu’il a fait crucifier, et malgré l’exil qu’il subira, Pilate deviendra le héros, celui qui a su se montrer digne envers le peuple pour qui il n’a voulu que son bien.

## Fiche technique
- Titre : Ponce Pilate
- Titre original italien : Ponzio Pilato
- Réalisation : Gian Paolo Callegari et Irving Rapper
- Scénario : Oreste Biancoli, Gian Paolo Callegari, Gino De Sanctis (it), Guy Elmes (en), Ivo Perilli, Guglielmo Santangelo
- Dialogue : Josette France
- Assistants de mise en scène : Colette Larivière, Luciano Ricci et Giancarlo Romani
- Photographie : Massimo Dallamano
- Montage : Renzo Lucidi (en), Frederick Muller
- Musique : Angelo Francesco Lavagnino
- Costumes : Ugo Pericoli (it)
- Décors : Ottavio Scotti
- Ensemblier : Ugo Pericoli
- Maquillage : Anacleto Giustini
- Script-girl : Paola Salvadori
- Production : Enzo Merolle
- Directeur de production : Armando Grottini
- Assistant de production : Carmine De Benedictis
- Organisateur général : Sergio Merolle
- Co-production franco-italienne : Lux CCF (Paris) et Glomer Film (Rome)
- Pays d'origine :  Italie |  France
- Langue : italien
- Format d'image : couleur - Aspect Ratio : 2.20 : 1 - son : mono
- Genre : biographie historique, Péplum biblique
- Durée : 100 min (Espagne : 93 min ; Allemagne de l'Ouest : 103 min)
- Dates de sortie :
  - Italie : 15 février 1962
  - France : 22 juin 1962
  - Allemagne de l'ouest : 12 septembre 1963
  - États-Unis : 1967
- Affiche : Jean Mascii (France)

## Distribution
- Jean Marais (VF : Lui-même) : Ponce Pilate
- Jeanne Crain (VF: Renée Simonot) : Claudia Procula
- Charles Borromel : Caligula
- Basil Rathbone (VF: Serge Nadaud) : Caïphe
- Roger Tréville (VF : Lui-même) : Aaron Ec Mézir
- Letícia Román (VF: Michèle Montel) : Sarah, fille d'Aaron Ec Mézir
- Livio Lorenzon (VF: Jean Violette) : Barabbas
- Massimo Serato (VF : Roland Ménard) : Nicodème
- Alfredo Varelli : Joseph d'Arimathie
- John Drew Barrymore : Judas (VF : Serge Lhorca) / Jésus
- Riccardo Garrone (VF: Michel Gudin) : Galba
- Carlo Giustini : Decius
- Gianni Garko : Jonathan
- Raffaella Carrà : Jessica
- Dante Di Paolo (VF : Jacques Thébault) : Simon
- Aldo Pini (VF : Lucien Bryonne) : Isaac
- Paul Muller : Melik
- Manuela Ballard : Esther
- Emma Baron : Dirce
- Claudio Scarchilli : Disma

Non crédités :
- Antonio Corevi (VF : Maurice Dorléac) : Lucilius
- John Karlsen : un sénateur romain
- Nicola Di Gioia : un officier du Sanhédrin
- John Stacy : un sénateur romain
- Omero Capanna : soldat
- Roger Browne : Extra

## Écriture et autour du film
Biographe de Jean Marais, Gilles Durieux écrit : « Si Jean Marais n’avait jamais cédé aux sirènes hollywoodiennes, il tourna tout de même dans un film américain, du moins dans un film dirigé par un réalisateur américain, Irving Rapper. Car Ponce Pilate – Ponzio Pilato – était plutôt un film italien, tourné à Cinecittà et cosigné par le cinéaste italien Gian Paolo Callegari. Passant du péplum mythologique (L'Enlèvement des Sabines) au péplum biblique, Marais avait fière allure dans sa cuirasse de gouverneur romain de Judée, immortalisé pour son non-interventionnisme lors de la condamnation du Christ par les rigoristes Pharisiens. Si cette biographie filmée n’avait pas forcément une grande valeur historique, elle était taillée sur mesure pour la vedette française, le Ponce Pilate de cette version italo-américaine étant fort sympathique, aimé de tous et bourré de remords d’avoir laissé le « sauveur » périr sur la croix. Il se vengea d’ailleurs de tous ceux qui l’avaient poussé à ne pas prendre la défense du fils de Dieu. Ce qui fit dire à Jean Cocteau, dans une missive qu’il envoya au comédien en plein tournage : « Peut-être pourras-tu ne pas condamner le Christ ni t’en laver les mains. Essaie, puisque que le passé, le présent et l’avenir n’existent pas. » »
Biographe aussi de l'acteur, Carole Weisweller écrit : « Jean Marais n’avait pas terminé La Princesse de Clèves que le metteur en scène américain d’origine anglaise Irving Rapper, qui avait vu l’acteur dans le rôle de Néron à la Comédie-Française, lui proposa de jouer Ponce Pilate. L’acteur français était le seul d’après-lui à pouvoir interpréter le procurateur romain. Le film fut tourné à Rome. Bien que maîtrisant mal la langue de Shakespeare, Marais jouait en anglais. Il avait, dès le premier jour du tournage, une séquence qui durait près de dix minutes. Il avait préparé et répété son texte avec soin et le débita en une seule prise, sans se tromper. Irving Rapper, qui devait se battre chaque jour avec une production italienne totalement désorganisée, apprécia particulièrement la conscience professionnelle et la précision du comédien français. Marais et son metteur en scène s’entendaient très bien ; il régnait sur le plateau une ambiance chaleureuse malgré un désordre complet et des horaires plus que fantaisistes. Irving Rapper déclara à la fin du film : « J’ai tourné avec bien des acteurs mais je n’en ai connu que trois qui soient aussi grands acteurs que personnalités attachantes : Spencer Tracy, Fredric March et Jean Marais. »
Dans son livre, Bruno de Seguins Pazzis écrit : « Il est peu question de la vie de Jésus dans Ponce Pilate de Gian Callaegari et Irving Rapper. Cette production italienne mérite cependant d’être signalée car elle approche le sujet de la condamnation et de la crucifixion de Jésus sous un angle original, celui du personnage de Ponce Pilate qui vit son procès à Rome devant Caligula en 40. Ce procès est une thèse parmi d’autres. Ponce Pilate s’est-il suicidé après avoir été exilé ? Ou est-il mort martyr chrétien à Rome ? Donc, à l’occasion de son procès, Ponce Pilate fait le récit de sa carrière et du procès de Jésus. Le film est construit selon la forme d’un retour en arrière (flash-back) au cours duquel Ponce Pilate revit les moments les plus importants de sa carrière en Palestine et si la présence de Jésus n’est pas permanente sur l’écran, sa présence est bien réelle dans les pensées de Ponce Pilate et du spectateur. Comme dans le Ben-Hur de William Wyler, Jésus n’est jamais montré de face. Une autre curiosité du film est d’y voir le rôle de Ponce Pilate interprété par Jean Marais. »

## Tournage du film
C'est le même acteur (John Drew Barrymore) qui joue Judas de face et Jésus qui, lui, n'est jamais vu de face, tandis que sa voix est doublée par un autre.
On avait reconstitué sur les terrains de Cinecittà les lieux de Palestine où se passa la vraie histoire. Le scénario avait été écrit dans un grand souci d’exactitude avec la collaboration d’un rabbin et d’un prêtre catholique. La scène de la crucifixion a été tournée au cours de la véritable éclipse totale du soleil du 15 février 1961 à Roccastrada en Toscane.

## Box-Office
- France : 1 417 586 spectateurs.